# Lady What's Tomorrow?
Lady What's Tomorrow? è un brano scritto ed interpretato da Elton John. Il testo è di Bernie Taupin.

## Struttura del brano
Proveniente dall'album Empty Sky del 1969, del quale è la quinta traccia (è anche la canzone più corta dell'album di provenienza), segna la prima, importante collaborazione tra Elton e il batterista Nigel Olsson (che più tardi entrerà a far parte della Elton John Band), citato erroneamente come Nigel Olsen. Vengono messi in evidenza anche la chitarra acustica di Caleb Quaye (dai toni decisamente country) e il basso di Tony Murray. La melodia è malinconica, ricalcando le parole di Bernie (che da due anni aveva ormai stretto un saldo sodalizio con Elton). Di Lady, What's Tomorrow? esiste anche una demo, pubblicata sulla raccolta del 1994 The Unsurpassed Dick James Demos.

## Significato del testo
Nel testo è possibile trovare qualche indizio a proposito della vita di Taupin; viene messo in evidenza il suo profondo attaccamento verso il mondo rurale dal quale proviene:

And I was ten
We would run into the woods
No we never will again»
Resta invece qualche dubbio circa l'identità della signora (Lady):

What's tomorrow anyway?
If it's not the same as now
It's the same as yesterday?»
Comunque sembra chiara la nostalgia del paroliere, che pone in contrasto il mondo contadino e il mondo cittadino, la natìa campagna e la città (simili tematiche saranno trattate anche in Goodbye Yellow Brick Road).

## Esibizioni live
Lady, What's Tomorrow? fu eseguita da Elton solo una volta, in radio, il 27 novembre 1968; da allora, non è più stata eseguita né in radio né in concerto.

## Musicisti
- Elton John - pianoforte, organo, voce
- Caleb Quaye - chitarra
- Tony Murray - basso
- Nigel Olsson - batteria